# Medaliści mistrzostw świata w łyżwiarstwie szybkim w wieloboju sprinterskim

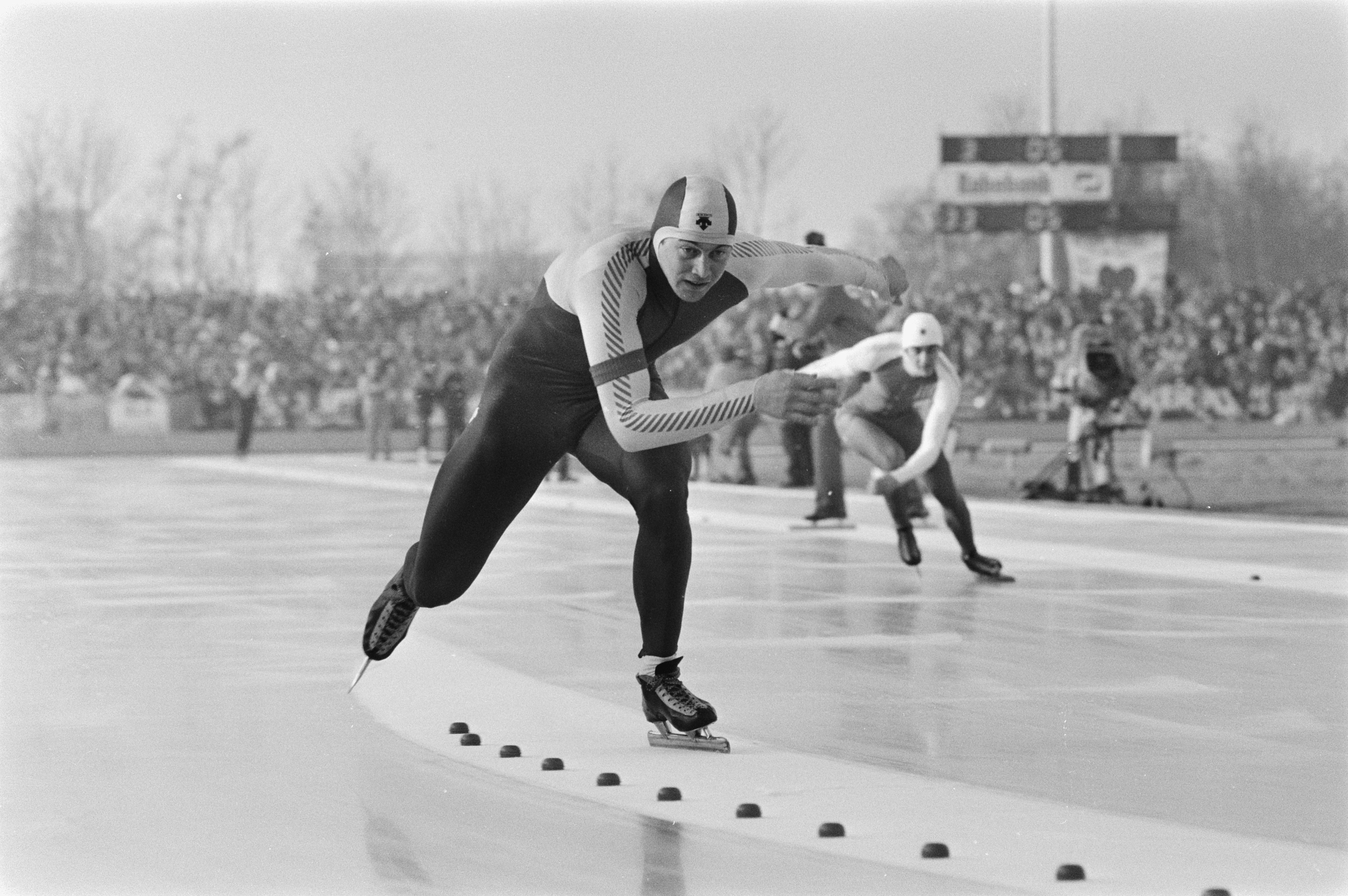
Ihar Żalazouski – siedmiokrotny medalista MŚ w wieloboju sprinterskim

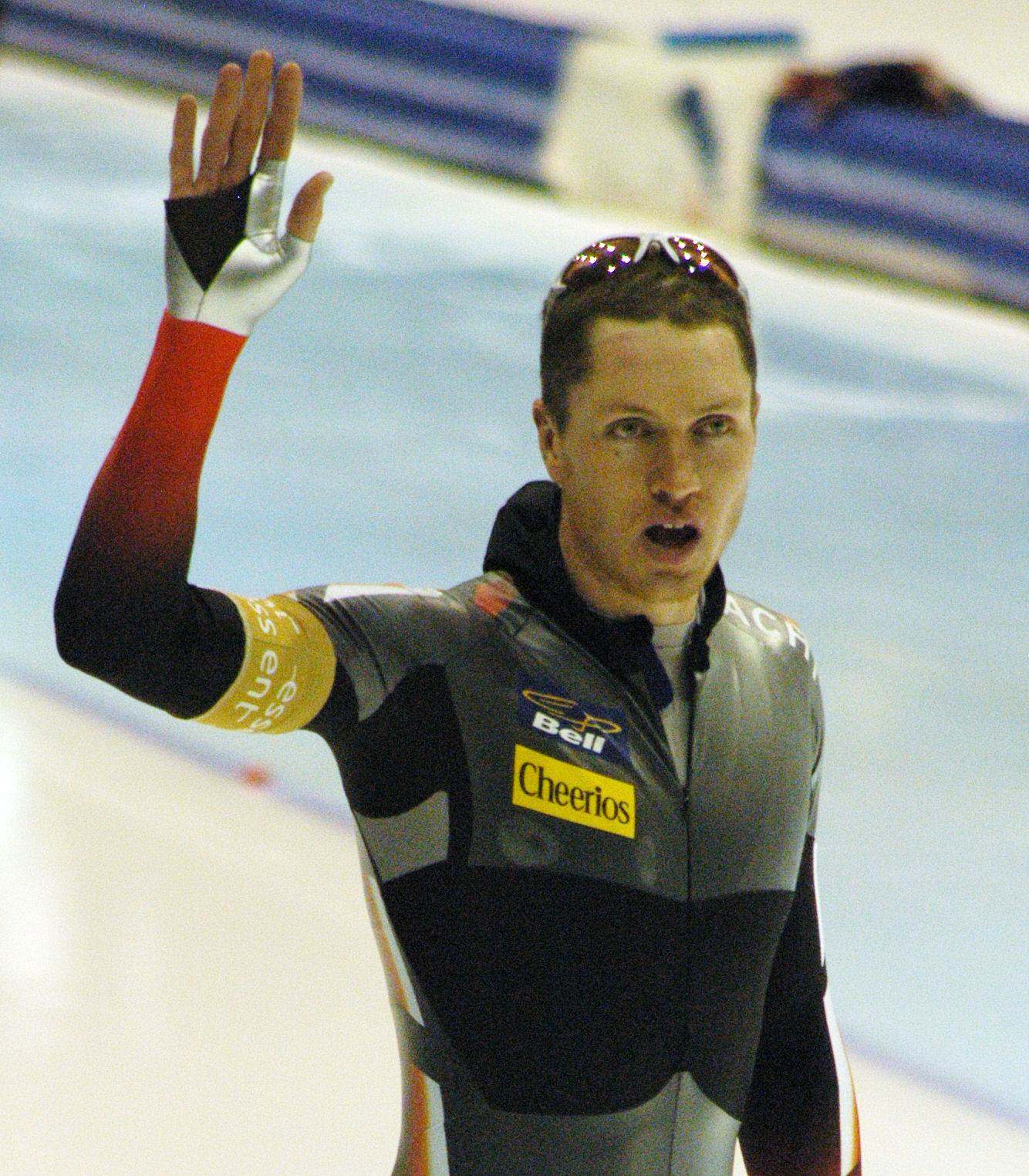
Jeremy Wotherspoon – dziewięciokrotny medalista MŚ w wieloboju sprinterskim

Medaliści mistrzostw świata w łyżwiarstwie szybkim w wieloboju sprinterskim – zestawienie zawodników, którzy przynajmniej raz stanęli na podium mistrzostw świata w wieloboju sprinterskim mężczyzn.
Wielobój sprinterski w łyżwiarstwie szybkim składa się z czterech biegów – dwóch na dystansie 500 m i dwóch na 1000 m. Zawody trwają dwa dni, każdego dnia przeprowadzane są biegi na obu dystansach. Organizatorem mistrzostw świata w wieloboju sprinterskim jest Międzynarodowa Unia Łyżwiarska (ISU). Pierwszą edycję rozegrano w 1970 roku, od tego czasu czempionat odbywa się rokrocznie. W latach 1970–1986 mistrzem świata w wieloboju sprinterskim zostawał zawodnik, który zwyciężył w trzech z czterech biegów. Jeżeli żaden z zawodników tego nie osiągnął, zwycięzcą ogłaszano zawodnika z najmniejszą sumą punktów. Od 1987 roku mistrzem jest zawodnik z najmniejszą liczbą punktów, niezależnie od liczby zwycięstw w poszczególnych biegach.
Najwięcej medali w wieloboju sprinterskim mężczyzn zdobyli reprezentanci Holandii – 30 (8 złotych, 8 srebrnych i 14 brązowych). Tuż za liderami klasyfikacji medalowej plasują się zawodnicy ze Stanów Zjednoczonych i Związku Radzieckiego, którzy zdobyli odpowiednio jeden i dwa srebrne medale mniej. Amerykanie mają w dorobku łącznie 23 medale (8 złotych, 7 srebrnych i 8 brązowych), a panczeniści z ZSRR – 19 (8 złotych, 6 srebrnych i 5 brązowych). Najbardziej utytułowanym zawodnikiem wśród mężczyzn jest Białorusin, startujący wcześniej w reprezentacjach ZSRR i WNP, Ihar Żalazouski, który w latach 1985–1993 zdobył sześć złotych i jeden brązowy medal. Najwięcej razy na podium stanął jednak Kanadyjczyk Jeremy Wotherspoon, w dorobku którego jest dziewięć medali – cztery złote, cztery srebrne i jeden brązowy. Trzecie miejsce w klasyfikacji zawodników zajmuje Lee Kyu-hyeok z czterema złotymi i jednym srebrnym medalem.
Od początku organizowania mistrzostw w wieloboju sprinterskim przeprowadzane są również zawody kobiet. Nie ujęto ich jednak w poniższych zestawieniach, medalistki zawodów kobiet przedstawiono w osobnym artykule.

## Medaliści chronologicznie
W tabeli przedstawiono medalistów wszystkich edycji mistrzostw świata w łyżwiarstwie szybkim w wieloboju sprinterskim mężczyzn w latach 1970–2024.
| Rok i miejsce         |                   | Złoto                       |                   | Srebro                      |                   | Brąz                        | Źr.    |
| --------------------- | ----------------- | --------------------------- | ----------------- | --------------------------- | ----------------- | --------------------------- | ------ |
| 1970, West Allis      |                   | Walerij Muratow             | Japonia           | Keiichi Suzuki              | Norwegia          | Magne Thomassen             | [ 6 ]  |
| 1971, Inzell          |                   | Erhard Keller               | Szwecja           | Ove König                   | Holandia          | Ard Schenk                  | [ 7 ]  |
| 1972, Eskilstuna      | Finlandia         | Leo Linkovesi               |                   | Walerij Muratow             | Holandia          | Ard Schenk                  | [ 8 ]  |
| 1973, Oslo            |                   | Walerij Muratow             | Holandia          | Jos Valentijn               | Holandia          | Eppie Bleeker               | [ 9 ]  |
| 1974, Innsbruck       | Norwegia          | Per Bjørang                 | Japonia           | Masaki Suzuki               | Holandia          | Eppie Bleeker               | [ 10 ] |
| 1975, Göteborg        |                   | Aleksandr Safronow          |                   | Jewgienij Kulikow           |                   | Walerij Muratow             | [ 11 ] |
| 1976, Berlin Zachodni | Szwecja           | Johan Granath               | Stany Zjednoczone | Dan Immerfall               | Stany Zjednoczone | Peter Mueller               | [ 12 ] |
| 1977, Alkmaar         | Stany Zjednoczone | Eric Heiden                 | Stany Zjednoczone | Peter Mueller               |                   | Jewgienij Kulikow           | [ 13 ] |
| 1978, Lake Placid     | Stany Zjednoczone | Eric Heiden                 | Norwegia          | Frode Rønning               | Szwecja           | Johan Granath               | [ 14 ] |
| 1979, Inzell          | Stany Zjednoczone | Eric Heiden                 | Kanada            | Gaétan Boucher              | Norwegia          | Frode Rønning               | [ 15 ] |
| 1980, West Allis      | Stany Zjednoczone | Eric Heiden                 | Kanada            | Gaétan Boucher              | Stany Zjednoczone | Tom Plant                   | [ 16 ] |
| 1981, Grenoble        | Norwegia          | Frode Rønning               |                   | Siergiej Chlebnikow         |                   | Anatolij Miediennikow       | [ 17 ] |
| 1982, Alkmaar         |                   | Siergiej Chlebnikow         | Kanada            | Gaétan Boucher              | Norwegia          | Frode Rønning               | [ 18 ] |
| 1983, Helsinki        | Japonia           | Akira Kuroiwa               |                   | Pawieł Piegow               | Holandia          | Hilbert van der Duim        | [ 19 ] |
| 1984, Trondheim       | Kanada            | Gaétan Boucher              |                   | Siergiej Chlebnikow         | Norwegia          | Kai Arne Engelstad          | [ 20 ] |
| 1985, Heerenveen      |                   | Ihar Żalazouski             | Kanada            | Gaétan Boucher              | Stany Zjednoczone | Dan Jansen                  | [ 21 ] |
| 1986, Karuizawa       |                   | Ihar Żalazouski             | Stany Zjednoczone | Dan Jansen                  | Japonia           | Akira Kuroiwa               | [ 22 ] |
| 1987, Sainte-Foy      | Japonia           | Akira Kuroiwa               | Stany Zjednoczone | Nick Thometz                | Japonia           | Yukihiro Mitani             | [ 23 ] |
| 1988, West Allis      | Stany Zjednoczone | Dan Jansen                  |                   | Uwe-Jens Mey                | Stany Zjednoczone | Eric Flaim                  | [ 24 ] |
| 1989, Heerenveen      |                   | Ihar Żalazouski             |                   | Uwe-Jens Mey                |                   | Andriej Bachwałow           | [ 25 ] |
| 1990, Tromsø          | Korea Południowa  | Bae Ki-tae                  |                   | Andriej Bachwałow           |                   | Ihar Żalazouski             | [ 26 ] |
| 1991, Inzell          |                   | Ihar Żalazouski             | Niemcy            | Uwe-Jens Mey                | Japonia           | Toshiyuki Kuroiwa           | [ 27 ] |
| 1992, Oslo            |                   | Ihar Żalazouski             | Stany Zjednoczone | Dan Jansen                  | Japonia           | Toshiyuki Kuroiwa           | [ 28 ] |
| 1993, Ikaho           | Białoruś          | Ihar Żalazouski             | Japonia           | Yasunori Miyabe             | Japonia           | Hiroyasu Shimizu            | [ 29 ] |
| 1994, Calgary         | Stany Zjednoczone | Dan Jansen                  | Rosja             | Siergiej Klewczenia         | Japonia           | Jun’ichi Inoue              | [ 30 ] |
| 1995, Milwaukee       | Korea Południowa  | Kim Yun-man                 | Japonia           | Hiroyasu Shimizu            | Japonia           | Yasunori Miyabe             | [ 31 ] |
| 1996, Heerenveen      | Rosja             | Siergiej Klewczenia         | Japonia           | Hiroyasu Shimizu            | Japonia           | Manabu Horii                | [ 32 ] |
| 1997, Hamar           | Rosja             | Siergiej Klewczenia         | Norwegia          | Roger Strøm                 | Stany Zjednoczone | Casey FitzRandolph          | [ 33 ] |
| 1998, Berlin          | Holandia          | Jan Bos                     | Kanada            | Jeremy Wotherspoon          | Holandia          | Erben Wennemars             | [ 34 ] |
| 1999, Calgary         | Kanada            | Jeremy Wotherspoon          | Holandia          | Jan Bos                     | Japonia           | Hiroyasu Shimizu            | [ 35 ] |
| 2000, Seul            | Kanada            | Jeremy Wotherspoon          | Kanada            | Mike Ireland                | Japonia           | Hiroyasu Shimizu            | [ 36 ] |
| 2001, Inzell          | Kanada            | Mike Ireland                | Japonia           | Hiroyasu Shimizu            | Kanada            | Jeremy Wotherspoon          | [ 37 ] |
| 2002, Hamar           | Kanada            | Jeremy Wotherspoon          | Stany Zjednoczone | Casey FitzRandolph          | Kanada            | Mike Ireland                | [ 38 ] |
| 2003, Calgary         | Kanada            | Jeremy Wotherspoon          | Holandia          | Gerard van Velde            | Holandia          | Erben Wennemars             | [ 39 ] |
| 2004, Nagano          | Holandia          | Erben Wennemars             | Kanada            | Jeremy Wotherspoon          | Kanada            | Mike Ireland                | [ 40 ] |
| 2005, Salt Lake City  | Holandia          | Erben Wennemars             | Kanada            | Jeremy Wotherspoon          | Stany Zjednoczone | Joey Cheek                  | [ 41 ] |
| 2006, Heerenveen      | Stany Zjednoczone | Joey Cheek                  | Rosja             | Dmitrij Dorofiejew          | Holandia          | Jan Bos                     | [ 42 ] |
| 2007, Hamar           | Korea Południowa  | Lee Kyu-hyeok               | Finlandia         | Pekka Koskela               | Stany Zjednoczone | Shani Davis                 | [ 43 ] |
| 2008, Heerenveen      | Korea Południowa  | Lee Kyu-hyeok               | Kanada            | Jeremy Wotherspoon          | Korea Południowa  | Mun Jun                     | [ 44 ] |
| 2009, Moskwa          | Stany Zjednoczone | Shani Davis                 | Japonia           | Keiichirō Nagashima         | Holandia          | Simon Kuipers               | [ 45 ] |
| 2010, Obihiro         | Korea Południowa  | Lee Kyu-hyeok               | Korea Południowa  | Lee Kang-seok               | Japonia           | Keiichirō Nagashima         | [ 46 ] |
| 2011, Heerenveen      | Korea Południowa  | Lee Kyu-hyeok               | Korea Południowa  | Mo Tae-bum                  | Stany Zjednoczone | Shani Davis                 | [ 47 ] |
| 2012, Calgary         | Holandia          | Stefan Groothuis            | Korea Południowa  | Lee Kyu-hyeok               | Korea Południowa  | Mo Tae-bum                  | [ 48 ] |
| 2013, Salt Lake City  | Holandia          | Michel Mulder               | Finlandia         | Pekka Koskela               | Holandia          | Hein Otterspeer             | [ 49 ] |
| 2014, Nagano          | Holandia          | Michel Mulder               | Stany Zjednoczone | Shani Davis                 | Australia         | Daniel Greig                | [ 50 ] |
| 2015, Astana          | Rosja             | Pawieł Kuliżnikow           | Holandia          | Hein Otterspeer             | Rosja             | Aleksiej Jesin              | [ 51 ] |
| 2016, Seul            | Rosja             | Pawieł Kuliżnikow           | Holandia          | Kjeld Nuis                  | Holandia          | Kai Verbij                  | [ 52 ] |
| 2017, Calgary         | Holandia          | Kai Verbij                  | Norwegia          | Håvard Holmefjord Lorentzen | Holandia          | Kjeld Nuis                  | [ 53 ] |
| 2018, Changchun       | Norwegia          | Håvard Holmefjord Lorentzen | Holandia          | Kjeld Nuis                  | Holandia          | Kai Verbij                  | [ 54 ] |
| 2019, Heerenveen      | Rosja             | Pawieł Kuliżnikow           | Japonia           | Tatsuya Shinhama            | Holandia          | Kjeld Nuis                  | [ 55 ] |
| 2020, Hamar           | Japonia           | Tatsuya Shinhama            | Kanada            | Laurent Dubreuil            | Korea Południowa  | Cha Min-kyu                 | [ 56 ] |
| 2022, Hamar           | Holandia          | Thomas Krol                 | Holandia          | Kai Verbij                  | Norwegia          | Håvard Holmefjord Lorentzen | [ 57 ] |
| 2024, Inzell          |                   | Ning Zhongyan               | Holandia          | Jenning de Boo              | Kanada            | Laurent Dubreuil            | [ 58 ] |

## Klasyfikacje medalowe

### Klasyfikacja zawodników
W poniższej tabeli przedstawiono klasyfikację zawodników, którzy zdobyli przynajmniej jeden medal mistrzostw świata w łyżwiarstwie szybkim w wieloboju sprinterskim. Kolejność ustalona została według liczby zdobytych medali poszczególnych kruszców. W przypadku, gdy dwóch lub więcej zawodników zdobyło tę samą liczbę medali wszystkich kolorów, wzięto pod uwagę najpierw kolejność chronologiczną, a następnie porządek alfabetyczny. W sytuacji, gdy dany zawodnik reprezentował więcej niż jedno państwo, podano wszystkie kraje, dla których zdobył medale.
| Miejsce | Zawodnik                    | Państwo           | Lata      | Złoto | Srebro | Brąz | Razem |
| ------- | --------------------------- | ----------------- | --------- | ----- | ------ | ---- | ----- |
| 1.      | Ihar Żalazouski             | ZSRR WNP Białoruś | 1985–1993 | 6     | –      | 1    | 7     |
| 2.      | Jeremy Wotherspoon          | Kanada            | 1998–2008 | 4     | 4      | 1    | 9     |
| 3.      | Lee Kyu-hyeok               | Korea Południowa  | 2007–2012 | 4     | 1      | –    | 5     |
| 4.      | Eric Heiden                 | USA               | 1977–1980 | 4     | –      | –    | 4     |
| 5.      | Pawieł Kuliżnikow           | Rosja             | 2015–2019 | 3     | –      | –    | 3     |
| 6.      | Dan Jansen                  | USA               | 1985–1994 | 2     | 2      | 1    | 5     |
| 7.      | Walerij Muratow             | ZSRR              | 1970–1975 | 2     | 1      | 1    | 4     |
| 8.      | Siergiej Klewczenia         | Rosja             | 1994–1997 | 2     | 1      | –    | 3     |
| 9.      | Erben Wennemars             | Holandia          | 1998–2005 | 2     | –      | 2    | 4     |
| 10.     | Akira Kuroiwa               | Japonia           | 1983–1987 | 2     | –      | 1    | 3     |
| 11.     | Michel Mulder               | Holandia          | 2013–2014 | 2     | –      | –    | 2     |
| 12.     | Gaétan Boucher              | Kanada            | 1979–1985 | 1     | 4      | –    | 5     |
| 13.     | Siergiej Chlebnikow         | ZSRR              | 1981–1984 | 1     | 2      | –    | 3     |
| 14.     | Frode Rønning               | Norwegia          | 1978–1982 | 1     | 1      | 2    | 4     |
| 14.     | Mike Ireland                | Kanada            | 2000–2004 | 1     | 1      | 2    | 4     |
| 14.     | Shani Davis                 | USA               | 2007–2014 | 1     | 1      | 2    | 4     |
| 14.     | Kai Verbij                  | Holandia          | 2016–2022 | 1     | 1      | 2    | 4     |
| 18.     | Jan Bos                     | Holandia          | 1998–2006 | 1     | 1      | 1    | 3     |
| 18.     | Håvard Holmefjord Lorentzen | Norwegia          | 2017–2022 | 1     | 1      | 1    | 3     |
| 19.     | Tatsuya Shinhama            | Japonia           | 2019–2020 | 1     | 1      | –    | 2     |
| 21.     | Johan Granath               | Szwecja           | 1976–1978 | 1     | –      | 1    | 2     |
| 21.     | Joey Cheek                  | USA               | 2005–2006 | 1     | –      | 1    | 2     |
| 23.     | Erhard Keller               | RFN               | 1971      | 1     | –      | –    | 1     |
| 23.     | Leo Linkovesi               | Finlandia         | 1972      | 1     | –      | –    | 1     |
| 23.     | Per Bjørang                 | Norwegia          | 1974      | 1     | –      | –    | 1     |
| 23.     | Aleksandr Safronow          | ZSRR              | 1975      | 1     | –      | –    | 1     |
| 23.     | Bae Ki-tae                  | Korea Południowa  | 1990      | 1     | –      | –    | 1     |
| 23.     | Kim Yun-man                 | Korea Południowa  | 1995      | 1     | –      | –    | 1     |
| 23.     | Stefan Groothuis            | Holandia          | 2012      | 1     | –      | –    | 1     |
| 23.     | Thomas Krol                 | Holandia          | 2022      | 1     | –      | –    | 1     |
| 23.     | Ning Zhongyan               | ChRL              | 2024      | 1     | –      | –    | 1     |
| 32.     | Hiroyasu Shimizu            | Japonia           | 1993–2001 | –     | 3      | 3    | 6     |
| 33.     | Uwe-Jens Mey                | NRD Niemcy        | 1988–1991 | –     | 3      | –    | 3     |
| 34.     | Kjeld Nuis                  | Holandia          | 2016–2019 | –     | 2      | 2    | 4     |
| 35.     | Pekka Koskela               | Finlandia         | 2007–2013 | –     | 2      | –    | 2     |
| 36.     | Jewgienij Kulikow           | ZSRR              | 1975–1977 | –     | 1      | 1    | 2     |
| 36.     | Peter Mueller               | USA               | 1976–1977 | –     | 1      | 1    | 2     |
| 36.     | Andriej Bachwałow           | ZSRR              | 1989–1990 | –     | 1      | 1    | 2     |
| 36.     | Yasunori Miyabe             | Japonia           | 1993–1995 | –     | 1      | 1    | 2     |
| 36.     | Casey FitzRandolph          | USA               | 1997–2002 | –     | 1      | 1    | 2     |
| 36.     | Keiichirō Nagashima         | Japonia           | 2009–2010 | –     | 1      | 1    | 2     |
| 36.     | Mo Tae-bum                  | Korea Południowa  | 2011–2012 | –     | 1      | 1    | 2     |
| 36.     | Hein Otterspeer             | Holandia          | 2013–2015 | –     | 1      | 1    | 2     |
| 36.     | Laurent Dubreuil            | Kanada            | 2020–2024 | –     | 1      | 1    | 2     |
| 45.     | Keiichi Suzuki              | Japonia           | 1970      | –     | 1      | –    | 1     |
| 45.     | Ove König                   | Szwecja           | 1971      | –     | 1      | –    | 1     |
| 45.     | Jos Valentijn               | Holandia          | 1973      | –     | 1      | –    | 1     |
| 45.     | Masaki Suzuki               | Japonia           | 1974      | –     | 1      | –    | 1     |
| 45.     | Dan Immerfall               | USA               | 1976      | –     | 1      | –    | 1     |
| 45.     | Pawieł Piegow               | ZSRR              | 1983      | –     | 1      | –    | 1     |
| 45.     | Nick Thometz                | USA               | 1987      | –     | 1      | –    | 1     |
| 45.     | Roger Strøm                 | Norwegia          | 1997      | –     | 1      | –    | 1     |
| 45.     | Gerard van Velde            | Holandia          | 2003      | –     | 1      | –    | 1     |
| 45.     | Dmitrij Dorofiejew          | Rosja             | 2006      | –     | 1      | –    | 1     |
| 45.     | Lee Kang-seok               | Korea Południowa  | 2010      | –     | 1      | –    | 1     |
| 45.     | Jenning de Boo              | Holandia          | 2024      | –     | 1      | –    | 1     |
| 57.     | Ard Schenk                  | Holandia          | 1971–1972 | –     | –      | 2    | 2     |
| 57.     | Eppie Bleeker               | Holandia          | 1973–1974 | –     | –      | 2    | 2     |
| 57.     | Toshiyuki Kuroiwa           | Japonia           | 1991–1992 | –     | –      | 2    | 2     |
| 60.     | Magne Thomassen             | Norwegia          | 1970      | –     | –      | 1    | 1     |
| 60.     | Tom Plant                   | USA               | 1980      | –     | –      | 1    | 1     |
| 60.     | Anatolij Miediennikow       | ZSRR              | 1981      | –     | –      | 1    | 1     |
| 60.     | Hilbert van der Duim        | Holandia          | 1983      | –     | –      | 1    | 1     |
| 60.     | Kai Arne Engelstad          | Norwegia          | 1984      | –     | –      | 1    | 1     |
| 60.     | Yukihiro Mitani             | Japonia           | 1987      | –     | –      | 1    | 1     |
| 60.     | Eric Flaim                  | USA               | 1988      | –     | –      | 1    | 1     |
| 60.     | Jun’ichi Inoue              | Japonia           | 1994      | –     | –      | 1    | 1     |
| 60.     | Manabu Horii                | Japonia           | 1996      | –     | –      | 1    | 1     |
| 60.     | Mun Jun                     | Korea Południowa  | 2008      | –     | –      | 1    | 1     |
| 60.     | Simon Kuipers               | Holandia          | 2009      | –     | –      | 1    | 1     |
| 60.     | Daniel Greig                | Australia         | 2014      | –     | –      | 1    | 1     |
| 60.     | Aleksiej Jesin              | Rosja             | 2015      | –     | –      | 1    | 1     |
| 60.     | Cha Min-kyu                 | Korea Południowa  | 2020      | –     | –      | 1    | 1     |

### Klasyfikacja państw
Poniższa tabela przedstawia klasyfikację państw, które zdobyły przynajmniej jeden medal mistrzostw świata w łyżwiarstwie szybkim w wieloboju sprinterskim mężczyzn.
Stan po MŚ 2024.
| Miejsce | Państwo          | Złoto | Srebro | Brąz | Razem |
| ------- | ---------------- | ----- | ------ | ---- | ----- |
| 1.      | Holandia         | 8     | 8      | 14   | 30    |
| 2.      | USA              | 8     | 7      | 8    | 23    |
| 3.      | ZSRR             | 8     | 6      | 5    | 19    |
| 4.      | Kanada           | 6     | 10     | 4    | 20    |
| 5.      | Korea Południowa | 6     | 3      | 3    | 12    |
| 6.      | Rosja            | 5     | 2      | 1    | 8     |
| 7.      | Japonia          | 3     | 8      | 11   | 22    |
| 8.      | Norwegia         | 3     | 3      | 4    | 10    |
| 9.      | Finlandia        | 1     | 2      | –    | 3     |
| 10.     | Szwecja          | 1     | 1      | 1    | 3     |
| 11.     | Niemcy/RFN       | 1     | 1      | –    | 2     |
| 12.     | Białoruś         | 1     | –      | –    | 1     |
| 12.     | ChRL             | 1     | –      | –    | 1     |
| 12.     | WNP              | 1     | –      | –    | 1     |
| 15.     | NRD              | –     | 2      | –    | 2     |
| 16.     | Australia        | –     | –      | 1    | 1     |

#### Klasyfikacja państw według lat
W poniższej tabeli zestawiono państwa według liczby medali zdobytych podczas kolejnych edycji mistrzostw świata w wieloboju sprinterskim. Przedstawiono sumę wszystkich medali (złotych, srebrnych i brązowych) w zawodach mężczyzn.
| Państwo          | '70 | '71 | '72 | '73 | '74 | '75 | '76 | '77 | '78 | '79 | '80 | '81 | '82 | '83 | '84 | '85 | '86 | '87 | '88 | '89 | '90 | '91 | '92 | '93 | '94 | '95 | '96 | '97 | '98 | '99 | '00 | '01 | '02 | '03 | '04 | '05 | '06 | '07 | '08 | '09 | '10 | '11 | '12 | '13 | '14 | '15 | '16 | '17 | '18 | '19 | '20 | '22 | '24 | suma |
| ---------------- | --- | --- | --- | --- | --- | --- | --- | --- | --- | --- | --- | --- | --- | --- | --- | --- | --- | --- | --- | --- | --- | --- | --- | --- | --- | --- | --- | --- | --- | --- | --- | --- | --- | --- | --- | --- | --- | --- | --- | --- | --- | --- | --- | --- | --- | --- | --- | --- | --- | --- | --- | --- | --- | ---- |
| Australia        | –   | –   | –   | –   | –   | –   | –   | –   | –   | –   | –   | –   | –   | –   | –   | –   | –   | –   | –   | –   | –   | –   | –   | –   | –   | –   | –   | –   | –   | –   | –   | –   | –   | –   | –   | –   | –   | –   | –   | –   | –   | –   | –   | –   | 1   | –   | –   | –   | –   | –   | –   | –   | –   | 1    |
| Białoruś         | –   | –   | –   | –   | –   | –   | –   | –   | –   | –   | –   | –   | –   | –   | –   | –   | –   | –   | –   | –   | –   | –   | –   | 1   | –   | –   | –   | –   | –   | –   | –   | –   | –   | –   | –   | –   | –   | –   | –   | –   | –   | –   | –   | –   | –   | –   | –   | –   | –   | –   | –   | –   | –   | 1    |
| ChRL             | –   | –   | –   | –   | –   | –   | –   | –   | –   | –   | –   | –   | –   | –   | –   | –   | –   | –   | –   | –   | –   | –   | –   | –   | –   | –   | –   | –   | –   | –   | –   | –   | –   | –   | –   | –   | –   | –   | –   | –   | –   | –   | –   | –   | –   | –   | –   | –   | –   | –   | –   | –   | 1   | 1    |
| Finlandia        | –   | –   | 1   | –   | –   | –   | –   | –   | –   | –   | –   | –   | –   | –   | –   | –   | –   | –   | –   | –   | –   | –   | –   | –   | –   | –   | –   | –   | –   | –   | –   | –   | –   | –   | –   | –   | –   | 1   | –   | –   | –   | –   | –   | 1   | –   | –   | –   | –   | –   | –   | –   | –   | –   | 3    |
| Holandia         | –   | 1   | 1   | 2   | 1   | –   | –   | –   | –   | –   | –   | –   | –   | 1   | –   | –   | –   | –   | –   | –   | –   | –   | –   | –   | –   | –   | –   | –   | 2   | 1   | –   | –   | –   | 2   | 1   | 1   | 1   | –   | –   | 1   | –   | –   | 1   | 2   | 1   | 1   | 2   | 2   | 2   | 1   | –   | 2   | 1   | 30   |
| Japonia          | 1   | –   | –   | –   | 1   | –   | –   | –   | –   | –   | –   | –   | –   | 1   | –   | –   | 1   | 2   | –   | –   | –   | 1   | 1   | 2   | 1   | 2   | 2   | –   | –   | 1   | 1   | 1   | –   | –   | –   | –   | –   | –   | –   | 1   | 1   | –   | –   | –   | –   | –   | –   | –   | –   | 1   | 1   | –   | –   | 22   |
| Kanada           | –   | –   | –   | –   | –   | –   | –   | –   | –   | 1   | 1   | –   | 1   | –   | 1   | 1   | –   | –   | –   | –   | –   | –   | –   | –   | –   | –   | –   | –   | 1   | 1   | 2   | 2   | 2   | 1   | 2   | 1   | –   | –   | 1   | –   | –   | –   | –   | –   | –   | –   | –   | –   | –   | –   | 1   | –   | 1   | 20   |
| Korea Południowa | –   | –   | –   | –   | –   | –   | –   | –   | –   | –   | –   | –   | –   | –   | –   | –   | –   | –   | –   | –   | 1   | –   | –   | –   | –   | 1   | –   | –   | –   | –   | –   | –   | –   | –   | –   | –   | –   | 1   | 2   | –   | 2   | 2   | 2   | –   | –   | –   | –   | –   | –   | –   | 1   | –   | –   | 12   |
| Niemcy/RFN       | –   | 1   | –   | –   | –   | –   | –   | –   | –   | –   | –   | –   | –   | –   | –   | –   | –   | –   | –   | –   | –   | 1   | –   | –   | –   | –   | –   | –   | –   | –   | –   | –   | –   | –   | –   | –   | –   | –   | –   | –   | –   | –   | –   | –   | –   | –   | –   | –   | –   | –   | –   | –   | –   | 2    |
| NRD              | –   | –   | –   | –   | –   | –   | –   | –   | –   | –   | –   | –   | –   | –   | –   | –   | –   | –   | 1   | 1   | –   | –   | –   | –   | –   | –   | –   | –   | –   | –   | –   | –   | –   | –   | –   | –   | –   | –   | –   | –   | –   | –   | –   | –   | –   | –   | –   | –   | –   | –   | –   | –   | –   | 2    |
| Norwegia         | 1   | –   | –   | –   | 1   | –   | –   | –   | 1   | 1   | –   | 1   | 1   | –   | 1   | –   | –   | –   | –   | –   | –   | –   | –   | –   | –   | –   | –   | 1   | –   | –   | –   | –   | –   | –   | –   | –   | –   | –   | –   | –   | –   | –   | –   | –   | –   | –   | –   | 1   | 1   | –   | –   | 1   | –   | 11   |
| Rosja            | –   | –   | –   | –   | –   | –   | –   | –   | –   | –   | –   | –   | –   | –   | –   | –   | –   | –   | –   | –   | –   | –   | –   | –   | 1   | –   | 1   | 1   | –   | –   | –   | –   | –   | –   | –   | –   | 1   | –   | –   | –   | –   | –   | –   | –   | –   | 2   | 1   | –   | –   | 1   | –   | –   | –   | 8    |
| USA              | –   | –   | –   | –   | –   | –   | 2   | 2   | 1   | 1   | 2   | –   | –   | –   | –   | 1   | 1   | 1   | 2   | –   | –   | –   | 1   | –   | 1   | –   | –   | 1   | –   | –   | –   | –   | 1   | –   | –   | 1   | 1   | 1   | –   | 1   | –   | 1   | –   | –   | 1   | –   | –   | –   | –   | –   | –   | –   | –   | 23   |
| Szwecja          | –   | 1   | –   | –   | –   | –   | 1   | –   | 1   | –   | –   | –   | –   | –   | –   | –   | –   | –   | –   | –   | –   | –   | –   | –   | –   | –   | –   | –   | –   | –   | –   | –   | –   | –   | –   | –   | –   | –   | –   | –   | –   | –   | –   | –   | –   | –   | –   | –   | –   | –   | –   | –   | –   | 3    |
| WNP              | –   | –   | –   | –   | –   | –   | –   | –   | –   | –   | –   | –   | –   | –   | –   | –   | –   | –   | –   | –   | –   | –   | 1   | –   | –   | –   | –   | –   | –   | –   | –   | –   | –   | –   | –   | –   | –   | –   | –   | –   | –   | –   | –   | –   | –   | –   | –   | –   | –   | –   | –   | –   | –   | 1    |
| ZSRR             | 1   | –   | 1   | 1   | –   | 3   | –   | 1   | –   | –   | –   | 2   | 1   | 1   | 1   | 1   | 1   | –   | –   | 2   | 2   | 1   | –   | –   | –   | –   | –   | –   | –   | –   | –   | –   | –   | –   | –   | –   | –   | –   | –   | –   | –   | –   | –   | –   | –   | –   | –   | –   | –   | –   | –   | –   | –   | 19   |
| Suma             | 3   | 3   | 3   | 3   | 3   | 3   | 3   | 3   | 3   | 3   | 3   | 3   | 3   | 3   | 3   | 3   | 3   | 3   | 3   | 3   | 3   | 3   | 3   | 3   | 3   | 3   | 3   | 3   | 3   | 3   | 3   | 3   | 3   | 3   | 3   | 3   | 3   | 3   | 3   | 3   | 3   | 3   | 3   | 3   | 3   | 3   | 3   | 3   | 3   | 3   | 3   | 3   | 3   | 159  |